# NK Tabor Sežana
El Nogometni klub Tabor Sežana (en español: Club de Fútbol Tabor de Sežana) es un club de fútbol ubicado en Sežana, Eslovenia. Compite en la Primera Liga de Eslovenia. Fue fundado el 1923.

## Datos del club

### Palmarés
| Competición nacional   | Títulos          |
| ---------------------- | ---------------- |
| Tercera División (2/0) | 1997–98, 2016–17 |
| Cuarta División (1/0)  | 2007–08          |